# Saxifraga squarrosa
Saxifraga squarrosa är en stenbräckeväxtart som beskrevs av Franz e Wilhelm Sieber. Saxifraga squarrosa ingår i Bräckesläktet som ingår i familjen stenbräckeväxter. Inga underarter finns listade i Catalogue of Life.

## Bildgalleri

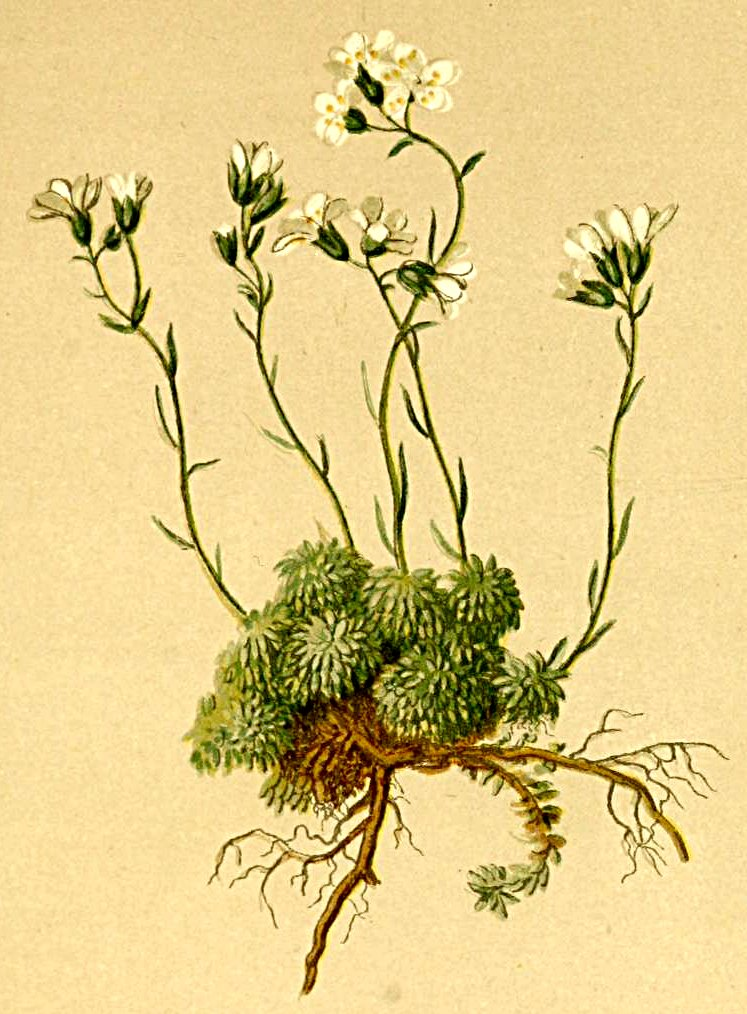